# Federados (Roma Antiga)
Federado, (em latim: Foederatus; pl. foederati) nos primórdios da História da República Romana, identificava uma tribo associada a Roma por tratado (foedus), mas que não tinha foro nem de colónia romana nem de cidadania romana (civitas) mas que ainda assim estava obrigada a fornecer um contingente de soldados, caso isso lhe fosse solicitado. Os latinos eram considerados aliados de sangue, mas os demais eram federados ou sócios (socii). A palavra está na origem do termo moderno federalismo.
Durante a República Romana, os atritos provocados por estas obrigações (sem que a elas correspondessem os benefícios da cidadania) levaram à Guerra Social entre os romanos e os sócios revoltados. Uma lei de 90 a.C. (a Lei Júlia) outorgava a cidadania romana aos povos federados que aceitassem as suas condições. Nem todas as cidades, como Heracleia e Nápoles estavam preparadas para serem absorvidas pela res publica romana. Por outro lado, outros federados encontravam-se fora da Itália: Gades (Cádis), na Hispânia e Massília (Marselha), na Gália Narbonense, são exemplos.
Em 212, foi publicada a Constituição Antonina que concedeu a cidadania romana a quase todos os residentes livres do Império Romano. Depois disso, o termo usaria em desuso.
O termo voltaria a ser empregado, a partir do estabelecimento de contratos com povos bárbaros que, a partir da segunda metade do século IV, começaram a migrar para o Império Romano (vide: Migrações dos povos bárbaros), para se referir à prática romana de fazer contratos com líderes de tribos bárbaras, entre as quais se incluíam os francos, os saxões, os vândalos, os alanos e os sobretudo os visigodos. Nesses contratos, o Império Romano inicialmente fornecia: comida ou dinheiro, mas, posteriormente, começou a fornecer terras, aos líderes bárbaros, em troca da obrigação do fornecimento de contingentes militares para o exército romano. Alarico começou a sua carreira comandando um grupo de federados visigodos.
Os subsídios pagos pelos romanos, incialmente eram pagos na forma de dinheiro ou géneros alimentares, mas à medida que as receitas fiscais caíam durante os séculos IV e V, os federados passaram a ser aquartelados em propriedades rurais, o que se tornou equivalente ao direito de passar a viver no território romano. A lealdade dos grandes proprietários rurais que viviam nas regiões fronteiriças das províncias romanas foi grandemente afectada por esta prática. 
Os francos tornaram-se federados em 358, quando Juliano, o Apóstata, os autorizou a se estabelecerem em zonas do norte da Gália, despovoadas no decurso do século anterior. Esta política esperava obter o apoio dos francos na defesa da fronteira do Reno; não foi, porém, suficiente para conter a invasão do inverno de 406 e 407, na qual os romanos e os francos foram derrotados pelos vândalos e pelos alanos.
Em 376 um grande contingente os visigodos solicitou ao imperador Valente autorização para se estabelecer na margem sul do Danúbio, na condição de federados. Dois anos mais tarde, esses visigodos revoltaram-se e derrotaram os romanos na Batalha de Adrianópolis (378). A batalha causou baixas tão pesadas ao Império Romano que este teve de se apoiar cada vez mais nos federados. Exemplo desta situação é o vândalo Estilicão, um dos maiores generais romanos desta época.
Como o custo de manutenção de soldados federados era muito inferior ao custo de manutenção de soldados romanos regulares, no século V, o exército romano era quase integralmente constituído por federados. Em  451, Átila só pôde ser derrotado com o auxílio dos federados visigodos e alanos.
Entretanto, o golpe de misericórdia no Império Romano do Ocidente veio a partir de um motim de federados, liderados por o rei dos hérulos, Odoacro, que, em 476, depôs Rómulo Augusto, o último Imperador Romano do Ocidente.